# Aalborg MenighedsCenter
Aalborg Menighedscenter (AMC) er en evangelisk, såkaldt karismatisk frikirke i Aalborg, stiftet 1994 af Lene & David Hansen og en gruppe omkring disse. Aalborg Menighedsenter er udsprunget af Apostolsk Kirke.
Menigheden holdt i begyndelsen sine møder i en virksomhedskantine i Skalborg, inden menigheden i 1995 lejede sig ind i lokaler i Adelgade 3, Aalborg. I 1998 købte menigheden bygningen, som året efter blev solgt, og i stedet erhvervede sig den tidligere værftskantine på Gasværksvej på havnefronten. En del af bygningen, de tidligere bade- og omklædningsfaciliteter på 1. sal, blev indrettet til udlejningskontorer, mens menigheden selv holdt til i de forhenværende kantinelokaler lokaler på 2. sal.
I 2019 blev stafetten som præst for menigheden overdraget af David Hansen til Kasper Rahbek Pedersen, hvis hustru også fungerer, og har fungeret som ansvarlig lovsangsleder i menigheden i flere år.
Aalborg Menighedscenter er en del af Aalborg Præstenetværk og fællesforetagendet under organisationen Mosaik, der er grundlagt af Pinsebevægelsen i Danmark.